# Mexacris colorata
Mexacris colorata är en insektsart som först beskrevs av Morgan Hebard 1932.  Mexacris colorata ingår i släktet Mexacris och familjen gräshoppor. Inga underarter finns listade i Catalogue of Life.